# 안찰 쿠마르
안찰 쿠마르(Aanchal Kumar, 1979년 10월 24일 ~ )는 인도의 모델, 배우이다.